# Setge de Turtuixa (804)
El Setge de Turtuixa de 804-807 fou una de les batalles de la Conquesta carolíngia de la Marca hispànica.

## Antecedents
La conquesta de Girona, el 785, i la conquesta de la franja de terres situades entre les comarques del Pla de Banyoles i l'Alt Segre van obrir el camí a l'atac a Barcelona, que havia restat més de 80 anys, almenys tres generacions nascudes i criades en un medi musulmà. La majoria de la població s'havia convertit, tret d'una minoria recalcitrant que restava cristiana, a la qual, per la liberalitat musulmana, se li tolerava el culte i el seu regiment per governants indígenes.
L'Emirat de Còrdova estava en ple conflicte, puix que Al-Hàkam I estava lluitant contra les pretensions dels seus oncles Sulaymán i Abd-Al·lah ibn Abd-ar-Rahman, que es van rebel·lar a la mort d'Hixam I, i el 798, Guillem de Tolosa, qui en nom de Lluís el Pietós coordinaria les operacions per conquerir al-Tagr al-Ala, va convocar la Dieta de Tolosa a la qual van assistir ambaixadors d'Alfons II d'Astúries i Bahlul Ibn Marzuq.
Carlemany va atacar el 800 les ciutats de Wasqa i Làrida, i es provoca una revolta a Pamplona que acaba amb la sobirania musulmana, i el 3 d'abril de 801 els musulmans van obrir les portes de Madinat Barshiluna, que estava assetjada per les tropes de Lluís el Pietós, comandades pel duc Guillem de Tolosa des de la tardor del 800. La frontera del Llobregat fou fortament reforçada mentre Al-Hàkam I intentava el 801 recuperar Pamplona sent derrotat en la batalla de Conchas de Arganzón.

## El setge
La primera expedició la va dirigir Lluís el Pietós i va arribar a Tarragona, destruint alguns llogarets, i quan Al-Hàkam I va saber de l'atac, va manar l'infant Abd-ar-Rahman ibn al-Hàkam que aplegués les tropes de Saraqusta amb les del valí de Balansiya i fes front a l'invasor
Els francs es van dividir en un lloc anomenat Santa Columba, en dos cossos d'exèrcit. Un estava manat pel mateix Lluís, que va marxar cap a Tortosa, i l'altre estava manat per Berà, Ademar de Narbona i Borrell I d'Osona, cobrint el flanc occidental i havia d'atacar Tortosa des del sud. La secció de Berà va passar l'Ebre prop de la confluència amb el Cinca i arribà a Vila-Rubea, però els atacs dels musulmans els obligaren a retirar-se, a punt de ser aniquilats a un punt anomenat Vallis Ibana, potser Vallibona, prop de Morella. Van poder reunir-se amb Lluís, que mentrestant va estar assetjant Tortosa durant vuit dies sense cap resultat, i tots junts es van retirar cap al nord.

## Conseqüències
Posteriorment es van fer dos intents fallits de conquesta de Turtuixa, el 807 i 808, i de Wasqa els anys 807 i 812, 